# Najgori do sada
Najgori do sada  je treći studijski album srpskog hip hop sastava Bad Copy. Album je pušten u prodaju u decembru 2006. Za sada su snimljena dva spota za pesme Bad Copy Žoor i Idemo Odma ft. Škabo. Spotove je producirao i režirao Đolođolo. Od gostiju se na albumu pojavljuju: Bvana, Škabo i Edo Majka.

## Spisak pesama
1. Intro - Veliki smrad
2. Bad copy žoor
3. E to je on
4. Helanke bele tange zelene (tu lebac mećem)
5. Štroka
6. Skit V.S. (kućni red)
7. Kućni red
8. Plaža
9. Ne znam da đuzgam
10. Sise
11. Kaubojci (skit)
12. Refren jeben
13. Dušmanka
14. Skit V.S. (Vinjak)
15. Vinjau
16. Jebi se u glavu
17. Pimp style
18. Pečen kesten
19. Idemo odma
20. Skit V.S.
21. Outro - Drugarice
22. Bonus traka - Jedna Buksna

## Spoljašnje veze
- Recenzija albuma na sajtu B92.net
- Zvanična veb prezentacija MC Bdat Džutim www.timbe.co.cc